# Le Secret de Santa Vittoria
Pour plus de détails, voir Fiche technique et Distribution.
Le Secret de Santa Vittoria (titre original : The Secret of Santa Vittoria) est un film américain réalisé par Stanley Kramer et distribué par United Artists en 1969.

## Synopsis
Durant la Seconde Guerre mondiale, lorsqu’il apprend la reddition de l’Italie, Italo Bombolini, un paysan ivrogne du village viticole de Santa Vittoria, monte sur le château d’eau et fait effacer une inscription à la gloire de Mussolini. Son geste, interprété comme un acte de bravoure, lui vaut d'être nommé maire et va l’amener à astucieusement soustraire aux soldats allemands les vins de la meilleure cuvée qu’ils projetaient d’emporter en quittant les lieux.

## Fiche technique
- Titre original : The Secret of Santa Vittoria
- Titre français : Le Secret de Santa Vittoria
- Réalisation : Stanley Kramer
- Scénario : Ben Maddow, William Rose d’après le roman de Robert Crichton, The Secret of Santa Vittoria (1966)
- Décors : Robert Clatworthy
- Costumes : Joe King
- Photographie : Giuseppe Rotunno
- Son : David Hildyard
- Montage : Earle Herdan, William A. Lyon
- Musique : Ernest Gold
- Production : Stanley Kramer, George Glass (producteur associé)
- Société de production : Stanley Kramer Productions (États-Unis)
- Société de distribution : United Artists (France, États-Unis)
- Pays de production :  États-Unis
- Langue originale : anglais
- Format : couleur (Technicolor) – 35 mm – 2.35:1 (Panavision) – mono
- Genre : comédie
- Durée : 139 minutes
- Dates de sortie : 
  - États-Unis : 29 octobre 1969
  - France : 29 avril 1970
- (fr) Classification CNC : tous publics (visa d'exploitation no 36693 délivré le 23 mars 1970)

## Distribution
- Anthony Quinn (VF : Henry Djanik) : Italo Bombolini
- Anna Magnani (VF : Elle-même) : Rosa Bombolini
- Virna Lisi (VF : Evelyn Selena) : Caterina Malatesta
- Hardy Krüger (VF : Philippe Mareuil) : le capitaine Sepp von Prum
- Sergio Franchi (VF : Jean-Claude Balard) : Tufa
- Renato Rascel (VF : Jacques Hilling) : Babbaluche
- Giancarlo Giannini (VF : Gilles Guyot) : Fabio
- Valentina Cortese : Gabriella
- Eduardo Ciannelli (VF : Fernand Fabre) : Luigi Lungo
- Leopoldo Trieste (VF : Jacques Marin) : Fabrizio Vittorini
- Carlo Caprioni (VF : Claude Bertrand) : Giovanni Pietrosanto
- Curt Lowens (VF : Howard Vernon) : le colonel SS Scheer

## Tournage
- Intérieurs : Cinecittà (Rome).
- Extérieurs en Italie : 
  - Anticoli Corrado, Tivoli (Province de Rome).
  - Capranica (Province de Viterbe).

## Récompenses et distinctions

### Récompenses
- Golden Globes 1970 : 
  - Prix du meilleur film musical ou comédie,
  - Stanley Kramer, prix du meilleur réalisateur,
  - Anthony Quinn, prix du meilleur acteur dans un film musical ou une comédie.

### Nominations
- American Cinema Editors 1970 : Earle Herdan et William A. Lyon nommés pour le prix du meilleur montage.
- Golden Globes 1970 : 
  - Anna Magnani nommée pour le prix de la meilleure actrice dans un film musical ou une comédie,
  - Ernest Gold nommé pour le prix de la meilleure musique de film,
  - Norman Gimbel (paroles) et Ernest Gold (musique) nommés pour le prix de la meilleure chanson originale pour Stay.
- Oscars du cinéma 1970 :
  - Ernest Gold nommé pour l'Oscar de la meilleure musique de film,
  - William A. Lyon et Earle Herdan nommés pour l'Oscar du meilleur montage.